# Sumur
Sumur era un important port fenici situat al nord de la moderna Trípoli i molt proper (una mica al sud) de la moderna Tartus, a la plana anomenada d'Akkar, a la zona fronterera moderna entre el Líban i Síria. És l'actual Tell Kazel i ha estat excavada.
Era vassall d'Egipte, i tenia una gran importància estratègica. Tuthmosis III (1450 aC-1425 aC) en la seva segona expedició a Síria va construir una flota per portar les tropes per mar, desembarcant a la regió del Líban on van ocupar Ullaza (pocs quilòmetres al nord de la moderna Trípoli) que pertanyia a Tunip, vassall de Mitanni; des Ullaza va capturar la ciutat no llunyana d'Ardata. La flota també va conquerir Sumur, igualment de Tunip. Ullaza, Sumur, Ardata i Irqata (també en aquesta zona) que van ser els punts claus del domini egipci a Síria.
En temps d'Amenofis III (1390 aC-1352 aC) el rei d'Amurru Abdi-Asirta, s'havia apoderat de quasi tot Biblos i el rei ja només conservava la ciutat capital i dues ciutats més i les altres ciutats i llogarets ja eren en mans dels apiru. En aquell moment, amb un inesperat atac, el príncep de Sehlal, Yamaya, es va apoderar de Sumur mentre el governador egipci Pahanate, era de viatge a Egipte. Llavors Abdi-Asirta va aprofitar l'ocasió i va atacar Sumur, va derrotar a Yamaya i es va apoderar de la ciutat. Amb tot això Abdi-Asirta va poder assegurar que era un lleial vassall d'Egipte i que havia ocupat Sumur per protegir-la de l'assalt de Yamaya, i va acabar obtenint el reconeixement egipci. El rei Tushratta de Mitanni, aliat d'Egipte, va fer una visita a la ciutat en aquella època, encara que no se'n saben els motius.
Sumur va ser recuperada pels egipcis a la mort d'Abdi-Asirta però més tard el seu fill Aziru la va tornar a ocupar i va formar part del Regne d'Amurru quan aquest país es va constituir com a vassall hitita cap a l'any 1330 aC.